# Domenico Pinto
Domenico Pinto detto Mimmo (Portici, 31 ottobre 1948) è un politico italiano.

## Biografia
Nel 1973, quando a Napoli scoppia la presunta epidemia di colera, attribuita al consumo di mitili, Mimmo Pinto, già studente con 13 esami alla facoltà di Chimica, insieme ai compagni di Lotta Continua del circolo di Portici, organizza una protesta per ottenere dal Comune forme di sussidio ai pescatori, ai quali è stato vietato di lavorare.

Manifestazione dei disoccupati organizzati a Napoli nel luglio 1976

Leader dei "Disoccupati organizzati" napoletani e dirigente di Lotta Continua, alle politiche del 1976 è candidato di Lotta Continua nella lista Democrazia Proletaria, e viene eletto a seguito delle dimissioni di Vittorio Foa.
Nel 1977 è eletto Consigliere Comunale a Portici, nella lista di Lotta Continua.
Nel marzo del 1977, Mimmo Pinto interviene in aula nel dibattito concernente il cosiddetto scandalo Lockheed, sostenendo che il coinvolgimento in tale vicenda provi la corruzione della DC; per questo i democristiani sarebbero stati processati nelle piazze: «Nel Paese vi sono molte opposizioni [...] ; e quell'opposizione, colleghi della Democrazia Cristiana, sarà molto più intransigente, sarà molto più radicale quando i processi non si faranno più in un'aula come questa, ma si faranno nelle piazze, e nelle piazze vi saranno le condanne». A Pinto replica Aldo Moro: «Onorevoli colleghi che ci avete preannunciato il processo nelle piazze, vi diciamo che noi non ci faremo processare».; eppure quando, a distanza di un anno, Moro viene rapito, Pinto è uno dei pochi a schierarsi per la trattativa a favore dello scambio di prigionieri tra le Brigate Rosse e lo Stato. Scriverà Sciascia: "(...) Il discorso di Mimmo Pinto alla Camera dei deputati, una volta conclusosi tragicamente l'affaire Moro, per la verità delle cose dette, per la commossa immediatezza con cui sono dette, riscatta l'intero parlamento della Repubblica, nel senso che ne fa un luogo in cui almeno una voce si è potuta levare verace commossa." [Corriere della Sera, 16 maggio 1980]; e  Mimmo Pinto sarà ricevuto, insieme a Leonardo Sciascia, dalla vedova Moro, Eleonora, che avrà per loro parole di cortese gratitudine.
Alle elezioni politiche in Italia del 1979, Mimmo Pinto viene rieletto alla Camera come candidato di Lotta Continua  nelle liste del Partito Radicale nei collegi di Napoli, Milano e Torino, insieme a molte personalità del mondo della cultura dalle provenienze più disparate, tra cui lo scrittore Leonardo Sciascia, che scriverà: "Una delle cose più positive del mio mandato parlamentare, è di aver avuto modo di conoscere Mimmo Pinto." Siede a Montecitorio sino al 1983. È stato Vice-Capogruppo dal gennaio 1982 al gennaio 1983.
Nel 1983 è candidato alle elezioni politiche come indipendente nel P.S.I., ottenendo oltre 16000 voti di preferenza.
Nel 1984 viene nominato Vice-Presidente nazionale dell'A.R.C.I.
E dal '93 è il nuovo Presidente dell'Arci Cultura e Sviluppo (ArCS),fondata nel 1986 per attuare progetti di cooperazione internazionale.
Nel 1987 è eletto Consigliere Comunale a Napoli.
Nel 1996 viene candidato nella lista Pannella Sgarbi. Nel 2001 si candida al Senato per Rifondazione Comunista, senza risultare eletto.
Dal 2003 al 2006 è Presidente del Consorzio Rifiuti Bacino Napoli 3, coordinando gli interventi in ordine al ciclo dei rifiuti di numerosi comuni campani. Nel 2008 è interrogato ad Orvieto per reati ambientali
ma il processo non avrà luogo.
Successivamente processato a Napoli per reati ambientali, erroneamente associato da alcuni giornali alle vicende della "Terra dei fuochi", viene assolto nel 2016, dimostrando la sua totale estraneità alle accuse.